# Cereus houlletii
Cereus houlletii là một loài thực vật có hoa trong họ Cactaceae. Loài này được (Lem.) A. Berger mô tả khoa học đầu tiên năm 1905.